# Plabennec
Plabennec (bretonisch Plabenneg) ist eine französische Gemeinde im Nordwesten der Bretagne im Département Finistère mit 8633 Einwohnern (Stand 1. Januar 2022).

## Lage
Der Ort befindet sich rund 14 Kilometer südlich der Atlantikküste am Eingang des Ärmelkanals.
Die Groß- und Hafenstadt Brest liegt 18 Kilometer südlich und Paris etwa 500  östlich (Angaben in Luftlinie).

## Verkehr
Bei Brest gibt es die nächsten Abfahrten an den Schnellstraßen E 50 Richtung Rennes und E 60 Richtung Nantes. Der Bahnhof von Brest ist Endpunkt von Regionalbahnlinien und des TGV Atlantique nach Paris. 

Nur fünf Kilometer südlich der Gemeinde nahe der Stadt Brest befindet sich der Regionalflughafen Aéroport de Brest Bretagne.

## Bevölkerungsentwicklung
| Jahr                       | 1962 | 1968 | 1975 | 1982 | 1990 | 1999 | 2006 | 2017 |
| Einwohner                  | 4389 | 4484 | 5168 | 6435 | 6600 | 6997 | 7588 | 8436 |
| Quellen: Cassini und INSEE |      |      |      |      |      |      |      |      |

## Sehenswürdigkeiten
- Kirche Saint-Ténénan

Siehe auch: Liste der Monuments historiques in Plabennec